# Толо, Марилу
Марилу Толо (итал. Marilu Tolo; род. 16 января 1944 года) — итальянская актриса и модель.

## Биография
Настоящее имя — Мария Лючия Толо.
Была манекенщицей у Валентина Гаравани. В 1959 году в возрасте 15 лет выступила в роли молчаливой служанки в популярном в Италии мини-сериале «Музикиере». Продолжала работать на ТВ, играла роли второго плана.
Дебютировала на большом экране в роли Маргариты в фильме Альберто Латтуади «Сладкие обманы». В 1960 году снялась в четырёх фильмах.
Благодаря красоте, обаянию и яркому драматическому дарованию Марилу Толо быстро выдвинулась в ряды лучших актрис итальянского кино 1960—1970-х годов. Играла в фильмах разных стилей и жанров — боевиках, «спагетти-вестернах», фильмах ужасов, военных драмах, эротических комедиях.
Актёрские удачи Марилу Толо — Диана в мелодраме Витторио Де Сика «Брак по-итальянски» (1964), Сильвана в фильме Карло Лидзани «Челестино» (1964), небольшая роль в картине Федерико Феллини «Джульетта и духи» (1965), Адриана в драме Валентино Орсини «Осуждены на вечные муки на земле» (итал. I Dannati della terra) (1967), Верде в драме Сальваторе Сампера «Убейте жирного тельца и поджарьте его» (итал. Uccidete il vitello grasso e arrostitelo) (1970).
Значительная актёрская работа — Сирена Ли Пума в социальной драме Дамиано Дамиани «Признание комиссара полиции прокурору республики» (1971). Марилу Толо создала образ испуганной, терзаемой сомнениями женщины, влюблённой в человека, который пытается её убить.
Актёрской манере Марилу Толо присущи темпераментность, тонкость психологической проработки образа, яркие нюансировки характера.
Начиная с середины 1970-х годов снималась преимущественно в телесериалах. В 1985 году с успехом исполнила роль Ванды в комедийном сериале «Sogni e besogni». После 1985 года в кино и на ТВ не снималась.
С 1975 года замужем за режиссёром Роберто Велина. Живёт во Франции, Мексике и США.